# マルガレーテ・フォン・バイエルン (1442-1479)
マルガレーテ・フォン・バイエルン（Margarete von Bayern, 1442年1月1日 - 1479年10月14日）は、ドイツのバイエルン＝ミュンヘン公爵家の公女で、イタリアのマントヴァ侯フェデリーコ1世・ゴンザーガの妻。イタリア語名はマルゲリータ・ディ・バヴィエラ（Margherita di Baviera）。

## 生涯
バイエルン公アルブレヒト3世とその妻でブラウンシュヴァイク＝グルベンハーゲン公エーリヒ1世の娘であるアンナ（1420年 - 1474年）の間の第5子、長女として生まれた。1463年5月10日にマントヴァにおいて、フェデリーコ1世と結婚した。夫婦仲は良好だったとされ、またこの結婚はマントヴァ侯爵家とバイエルン公爵家の結びつきを強めるのに役立った。
マルガレーテが嫁いだマントヴァの宮廷は同じドイツ人の姑バルバラによって支配されており、マルガレーテは姑の意向に従う窮屈な生活を送った。夫や姑よりも早くに死去し、マントヴァのサンタンドレア教会（Basilica di Sant'Andrea）に葬られた。

## 子女
夫との間に3男3女の計6人の子女をもうけた。
- キアラ（1464年 - 1503年） - 1482年、モンパンシエ伯ジルベールと結婚
- フランチェスコ2世（1466年 - 1519年） - マントヴァ侯
- シジスモンド（英語版）（1469年 - 1523年） - 枢機卿
- エリザベッタ（1471年 - 1526年） - 1486年、ウルビーノ公グイドバルド・ダ・モンテフェルトロと結婚
- マッダレーナ（1472年 - 1490年[2]） - 1489年、ペーザロ伯ジョヴァンニ・スフォルツァ（英語版）と結婚
- ジョヴァンニ（1474年 - 1525年） - ヴェスコヴァーロ領主